# Джексборо (Техас)
Джексборо (англ. Jacksboro) — місто (англ. city) в США, в окрузі Джек штату Техас. Населення — 4184 особи (2020).

## Географія
Джексборо розташоване за координатами 33°13′24″ пн. ш. 98°9′33″ зх. д. / 33.22333° пн. ш. 98.15917° зх. д. (33.223365, -98.159082).  За даними Бюро перепису населення США в 2010 році місто мало площу 21,09 км², з яких 18,80 км² — суходіл та 2,30 км² — водойми.

## Демографія
Згідно з переписом 2010 року, у місті мешкало 4511 осіб у 1322 домогосподарствах у складі 879 родин. Густота населення становила 214 осіб/км².  Було 1588 помешкань (75/км²).
Расовий склад населення:
| - 80,0 % — білих - 7,2 % — чорних або афроамериканців - 0,8 % — корінних американців - 0,5 % — азіатів - 10,5 % — осіб інших рас |

До двох чи більше рас належало 1,0 %. Частка іспаномовних становила 19,9 % від усіх жителів.
За віковим діапазоном населення розподілялося таким чином: 20,5 % — особи молодші 18 років, 66,8 % — особи у віці 18—64 років, 12,7 % — особи у віці 65 років та старші. Медіана віку мешканця становила 35,0 року. На 100 осіб жіночої статі у місті припадало 153,0 чоловіків;  на 100 жінок у віці від 18 років та старших — 171,0 чоловіків також старших 18 років.
Середній дохід на одне домашнє господарство  становив 73 370 доларів США (медіана — 50 139), а середній дохід на одну сім'ю — 86 378 доларів (медіана — 56 053). Медіана доходів становила 50 355 доларів для чоловіків та 32 114 долари для жінок. За межею бідності перебувало 16,5 % осіб, у тому числі 21,3 % дітей у віці до 18 років та 4,5 % осіб у віці 65 років та старших.
Цивільне працевлаштоване населення становило 1533 особи. Основні галузі зайнятості: сільське господарство, лісництво, риболовля — 29,7 %, освіта, охорона здоров'я та соціальна допомога — 17,2 %, будівництво — 13,0 %.